# 紅帶魮脂鯉
紅帶魮脂鯉，中文俗名阿玛帕三色灯，為輻鰭魚綱脂鯉目脂鯉亞目脂鯉科的其中一個種，為熱帶淡水魚，分布於南美洲巴西Amapa流域，體長可達3公分，棲息沙石底質、草類生長的小溪，生活習性不明。

## 扩展阅读
- 維基物種上的相關：紅帶魮脂鯉